# Globalização econômica

O índice de abertura comercial ao longo de cinco séculos. Este índice é definido como a soma das exportações e importações mundiais, dividida pelo PIB mundial. Cada série corresponde a uma fonte diferente.

Globalização econômica (português brasileiro) ou económica (português europeu) é a crescente integração e interdependência das economias nacionais, regionais e locais em todo o mundo através de uma intensificação do movimento transfronteiriço de bens, serviços, pessoas, tecnologias e capital. Considerando que a globalização é um amplo conjunto de processos relativos a múltiplas redes de intercâmbio econômico, político e cultural, a globalização econômica contemporânea é impulsionada pela crescente importância da informação em todos os tipos de atividades produtivas e a mercantilização, além da evolução da ciência e da tecnologia.
A globalização econômica compreende principalmente a globalização da produção, das finanças, dos mercados, da tecnologia, dos regimes organizacionais, das instituições, das empresas e do trabalho. Enquanto a globalização econômica tem vindo a expandir-se desde o surgimento do comércio transnacional, tem crescido a um ritmo mais elevado nos últimos 20-30 anos, no quadro do Acordo Geral de Tarifas e Comércio e da Organização Mundial do Comércio, que fez com que os países reduzissem gradualmente barreiras comerciais e abrissem as suas contas correntes e contas de capital. Este boom recente foi amplamente apoiado por economias desenvolvidas que se integram ao mundo maioritário através do investimento estrangeiro direto e da redução dos custos de fazer negócios, a redução de barreiras comerciais e, em muitos casos, a migração transfronteiriça.
Embora a globalização tenha aumentado radicalmente os rendimentos e o crescimento econômico nos países em desenvolvimento e baixado os preços ao consumidor nos países desenvolvidos, também altera o equilíbrio de poder entre países em desenvolvimento e desenvolvidos e afeta a cultura local de cada país. E o deslocamento da localização da produção de bens tem levado muitos empregos a atravessar as fronteiras, exigindo que alguns trabalhadores nos países desenvolvidos mudem de carreira.
A globalização econômica é uma das três principais dimensões da globalização comumente encontradas na literatura acadêmica, sendo as outras duas globalização política e globalização cultural.